# Transandinomys bolivaris
Transandinomys bolivaris là một loài động vật trong họ Cricetidae, bộ Gặm nhấm (Rodentia). Loài này được J. A. Allen mô tả năm 1901.
Loài này được tìm thấy trong các khu rừng ẩm ướt từ đông bắc Honduras đến tây Ecuador, cao đến 1.800 m (5.900 ft) trên mực nước biển. Kể từ khi nó được mô tả lần đầu tiên vào năm 1901 từ Ecuador, sáu tên khoa học đã được giới thiệu cho nó, nhưng nhận dạng chung của loài này không được ghi nhận trong tài liệu nào cho đến năm 1998 và loài này từ lâu đã được biết đến dưới cái tên Oryzomys bombycinus, mô tả từ Panama vào năm 1912. Tên Oryzomys bolivaris đã được sử dụng trước khi nó được chuyển đến chi Transandinomys cùng với loài Transandinomys talamancae vào năm 2006.
Chúng là loài chuột kích cỡ vừa có râu rất dài, các râu dài đến 50 mm. Lông mềm mại và dày, có màu nâu đen ở phần trên cơ thể và thường màu xám nhạt bên dưới bụng; màu sẫm hơn ở cá thể chưa trưởng thành. Bàn chân dài và đuôi có chiều dài khoảng bằng đầu và cơ thể. Hộp sọ hẹp và có vùng giữa hai ổ mắt khá rộng. Loài này thường sống trên mặt đất. Mặc dù nó rất hiếm, tình trạng bảo tồn của loài này được cho là an toàn.

## Phân loại
Năm 1901, Joel Asap Allen mô tả bốn loài chuột mới trong chi Oryzomys: ba từ Ecuador và một từ Peru (Oryzomys perenensis). Ba loài từ Ecuador là Oryzomys bolivaris từ Porvenir, tỉnh Bolivar; Oryzomys castaneus từ San Javier, tỉnh Esmeraldas; và Oryzomys rivularis từ Río Verde, tỉnh Pichincha - dựa trên một mẫu vật duy nhất thu thập được vào năm 1899 hoặc 1900.

## Hình ảnh

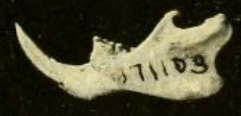
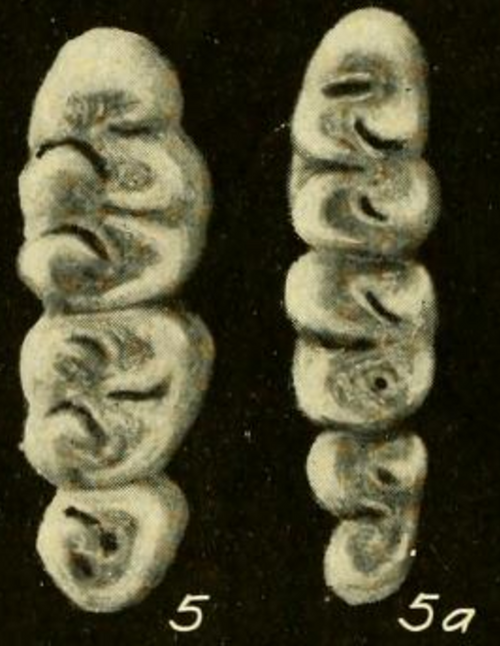
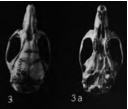